# Чобани
Чобани (груз. ჩობანი) — село в Грузии, на территории Местийского муниципалитета края (мхаре) Самегрело-Верхняя Сванетия.

## География
Село находится в северо-западной части Грузии, на правом берегу реки Ингури, на расстоянии приблизительно 6 километров (по прямой) к юго-востоку от посёлка городского типа Местиа, административного центра муниципалитета.

## Население
По результатам официальной переписи населения 2014 года в Чобани проживало 56 человек (31 мужчина и 25 женщин). В национальной структуре населения грузины составляли 100 %.